# Vorst (Laakdal)
Vorst – dzielnica (deelgemeente) gminy Laakdal w Belgii, w Regionie Flamandzkim, w prowincji Antwerpia, w okręgu Turnhout. 1 stycznia 2020 roku liczyła 6879 mieszkańców. Do 31 grudnia 1976 samodzielna gmina.

## Demografia
Liczba mieszkańców, stan na 1 stycznia:
| Rok                | 1900 | 1930 | 2020 |
| ------------------ | ---- | ---- | ---- |
| Liczba mieszkańców | 2544 | 3389 | 6879 |

## Współpraca
Miejscowość partnerska:
- Tönisvorst, Niemcy